# Charles Thom
Charles Thom (Minonk, 11 novembre 1872 – Port Jefferson, 24 maggio 1956) è stato un microbiologo e micologo statunitense.
Nato e cresciuto in Illinois, ha conseguito il dottorato di ricerca presso l'Università del Missouri. Era conosciuto per il suo lavoro sulla microbiologia dei prodotti lattiero-caseari e dei funghi del suolo, e in particolare per le sue ricerche sui generi Aspergillus e Penicillium. Il suo lavoro ha influenzato la definizione di standard per la manipolazione e la lavorazione degli alimenti negli Stati Uniti. Ha aperto la strada all'uso dei mezzi di coltura per coltivare microrganismi e, con il chimico alimentare James N. Currie, ha sviluppato un processo per produrre in serie acido citrico utilizzando Aspergillus. Thom ha svolto un ruolo importante nello sviluppo della penicillina nella Seconda guerra mondiale.

## Biografia
Era quinto di sei figli. I suoi genitori erano Angus Sutherland Thom e Louisa (Herick) Thom, agricoltori scozzesi/irlandesi che si erano stabiliti nell'Illinois poco prima della guerra civile americana. Charles Thom è cresciuto in una famiglia fortemente religiosa; suo padre era un anziano nella chiesa presbiteriana. Thom sostenne i valori presbiteriani per tutta la vita, si mantenne attivo negli affari della chiesa e divenne un convinto proibizionista. I suoi primi anni trascorsi a lavorare nella fattoria di suo padre hanno instillato il valore di una forte etica del lavoro e la conoscenza diretta delle pratiche agricole che si sarebbero rivelate utili nella sua carriera successiva.
Dopo essersi diplomato al liceo, Nel 1889 Thom ha frequentato la Lake Forest Academy, un istituto di preparazione per il college e nel 1895 si laureò presso il Lake Forest College. L'anno successivo fu impiegato come insegnante di scienze in una scuola superiore di Danville, prima di tornare al Lake Forest College per ricevere il master nel 1897.  Nel 1899, sotto la supervisione di Howard Ayers, conseguì il dottorato di ricerca presso l'Università del Missouri sul tema della fecondazione nelle felci Aspidium e Adiantum.
Thom sposò Ethel Winifred Slater nel 1906, dalla quale ebbe tre figli (uno morì durante il parto). Ethel Thom morì nell'ottobre del 1942, poco prima del suo ritiro in pensione. Nel 1944 si risposò con Charlotte J. Bayles, con la quale visse fino alla sua morte. Thom morì due anni dopo Charlotte nella sua casa di Port Jefferson, New York, il 24 maggio 1956.

## Taxa descritti
- Aspergillus alliaceus Thom & Church 1926
- Aspergillus caespitosus Raper & Thom 1944
- Aspergillus foetidus Thom & Raper 1945
- Aspergillus fonsecaeus Thom & Raper 1965
- Aspergillus granulosus Raper & Thom 1944
- Aspergillus janus Raper & Thom 1944
- Aspergillus niveoglaucus Thom & Raper 1941
- Aspergillus panamensis Raper & Thom 1944
- Aspergillus quadrilineatus Thom & Raper 1939
- Aspergillus ruber Thom & Church 1926
- Aspergillus rugulosus Thom & Raper 1939
- Aspergillus schiemanniae Thom 1916
- Aspergillus sparsus Raper & Thom 1944
- Aspergillus terreus Thom 1918
- Aspergillus variecolor Thom & Raper 1939
- Eupenicillium gladioli L. McCulloch & Thom 1928
- Penicillium atramentosum Thom 1910
- Penicillium avellaneum Thom & Turesson 1915
- Penicillium biforme Thom 1910
- Penicillium brasiliense Thom 1930
- Penicillium camemberti Thom 1906
- Penicillium chrysogenum Thom 1910
- Penicillium citrinum Thom 1910
- Penicillium columnare Thom 1930
- Penicillium commune Thom 1910
- Penicillium crustosum Thom 1930
- Penicillium roqueforti Thom 1906
- Penicillium rugulosum Thom 1910

## Pubblicazioni
- Thom, Charles (1906) "Fungi in cheese ripening; Camembert and Roquefort" in USDA Bureau of Animal Industry Bulletin 82 pp. 1–39
- Thom, Charles (1910) "Cultural studies of species of Penicillium" in USDA Bureau of Animal Industry Bulletin 118 pp. 1–109
- Thom, Charles; Currie, James N. (1916) "Aspergillus niger group" in Journal of Agricultural Research 7:1 pp. 1–15
- Thom, Charles e Church, Margaret B., Aspergillus fumigatus, A. nidulans, A. terreus n. sp. and their allies, in American Journal of Botany, vol. 5, n. 2, 1918,  pp. 84-104, DOI:10.2307/2435130, JSTOR 2435130.
- Thom, Charles e Church, Margaret B., Aspergillus flavus, A. oryzae and associated species, in American Journal of Botany, vol. 8, n. 2, 1921,  pp. 103-126, DOI:10.2307/2435149, JSTOR 2435149.
- Thom, Charles; Hunter, Albert Clayton (1924). "Hygienic Fundamentals of Food Handling" 228 pp.
- Thom, Charles; Church, Margaret B. (1926). "The Aspergilli". 272 pp.
- Thom, Charles (1930). "The Penicillia". 644 pp.
- Thom, Charles, The evolution of species concepts in Aspergillus and Penicillium, in Annals of the New York Academy of Sciences, vol. 60, n. 1, 1954,  pp. 24-34, Bibcode:1954NYASA..60...24T, DOI:10.1111/j.1749-6632.1954.tb39995.x, PMID 13229217.